# Vézins-de-Lévézou
Vézins-de-Lévézou är en kommun i departementet Aveyron i regionen Occitanien i södra Frankrike. Kommunen ligger  i kantonen Vézins-de-Lévézou som ligger i arrondissementet Millau. År 2022 hade Vézins-de-Lévézou 650 invånare.

## Befolkningsutveckling
Antalet invånare i kommunen Vézins-de-Lévézou
Referens: INSEE